# سيرجيو هنريكي فيريرا
سيرجيو هنريكي فيريرا (بالبرتغالية: Sérgio Henrique Ferreira‏) هو عالم أدوية برازيلي، ولد في 10 أبريل 1934 في فرانكا في البرازيل، وتوفي في 17 يوليو 2016 في ريبيراو بريتو في البرازيل.